# Fred Rwigema
Fred Gisa Rwigema (de son vrai nom Emmanuel Gisa, né le 10 avril 1957 à Gitarama et décédé le 2 octobre 1990) est l’un des membres fondateurs du Front patriotique rwandais et considéré comme un héros de l’histoire du Rwanda, bien qu’il ait passé la plus grande partie de sa vie en dehors du pays.

## Biographie
Rwigema naît dans le Sud du Rwanda. Considéré comme faisant partie de l’ethnie Tutsi, lui et sa famille fuient en Ouganda pour s’établir dans le camp de réfugiés de Nshungerezi à Ankole en 1960 à la suite de la révolution Hutu de 1959 et la prise de pouvoir du premier président Dominique Mbonyumutwa.
À la fin de ses études en 1976, il part pour la Tanzanie et rejoint le Front de libération national, un groupe rebelle dirigé par Yoweri Museveni, le frère de son ami Salim Saleh. C’est à cette époque qu’il change de nom pour se faire appeler Fred Rwigema. La même année, il part pour le Mozambique rejoindre les rebelles qui se battent pour la libération du pays, contre l’occupation coloniale du Portugal.
En 1979, il rejoint l’Armée nationale de libération de l’Ouganda, qui s'empare de Kampala en avril et force Idi Amin Dada à l’exil. Plus tard, il fait partie de l’Armée nationale de résistance, qui combat militairement contre le gouvernement de Milton Obote.
En 1990, il est à la tête du Front patriotique rwandais, qui lance une offensive le 1er octobre depuis l'Ouganda contre le Rwanda, marquant le début de la guerre civile rwandaise. Il est tué au deuxième jour de l'offensive dans des circonstances obscures et non élucidées.